# Ti-c’

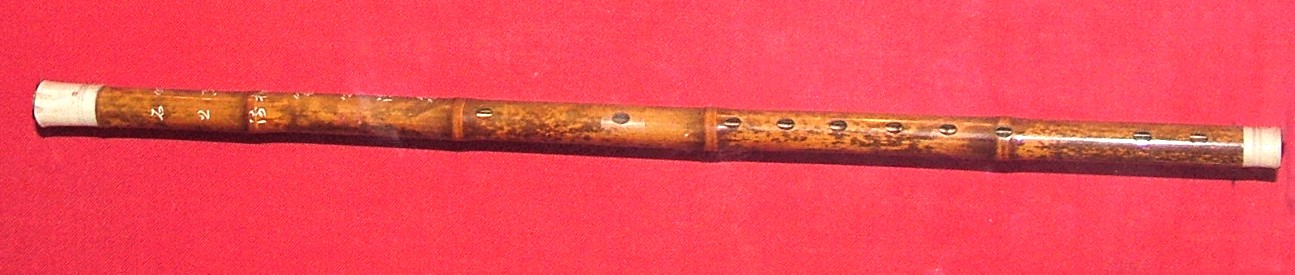
Ti-c’

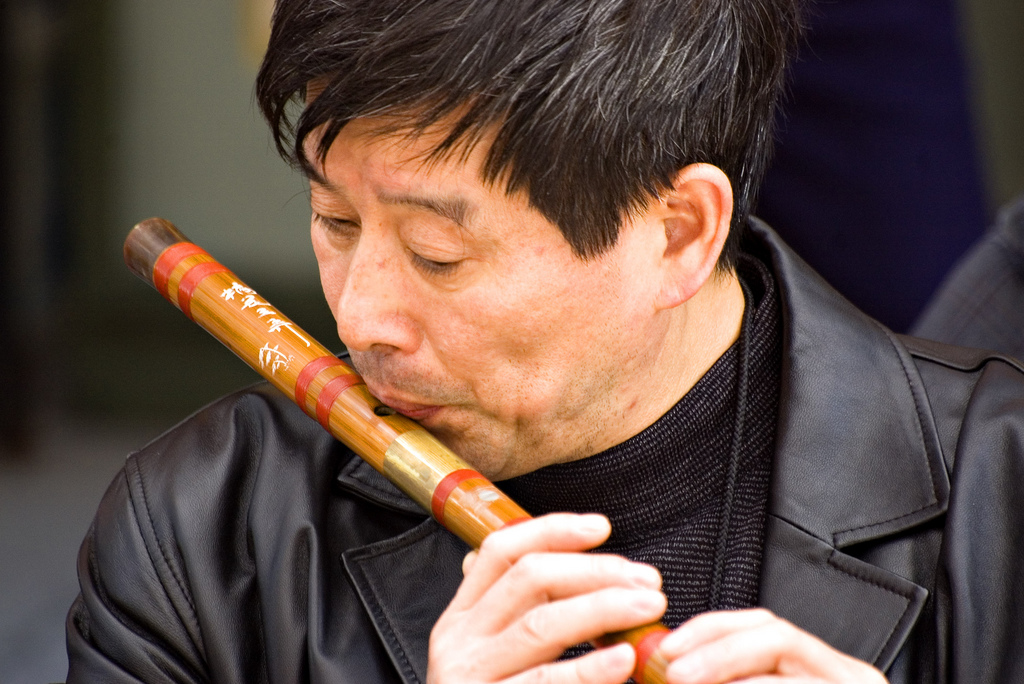
Hráč na ti-c’

Ti-c’ (čínsky 笛子, přepisem pchin-jin dízi, také jen 笛, ti, přepisem pchin-jin dí, nebo 橫笛, cheng-ti, přepisem pchin-jin héngdí) je tradiční čínská bambusová flétna. Patří v čínské hudbě mezi nejoblíbenější nástroje. Vznik této flétny se datuje do 5. století př. n. l.

## Popis
Tělo flétny má šest otvorů pro prsty. Mezi náustkem a otvory pro prsty je ještě jeden otvor, pokrytý tenkou membránou z rákosu. Tato membrána dodává flétně zvučný a jemně bzučivý tón. Tím se nástroj odlišuje od ostatních fléten různých kultur světa, které jsou podobně vyřezávané. Bývá často vyřezána z jediného kusu bambusu, její náustek je lemován korkem.

## Typy
Jsou dva typy této flétny:
- čchü-ti (čínsky 曲笛, přepisem pchin-jin qǔdi) – svůj název má podle kchun-čchü, což je forma tradiční jižní čínské opery, její délka je 60 centimetrů.
- pang-ti (tradiční čínštinou 梆笛, přepisem pchin-jin bāngdí) – je pojmenovaná podle tradiční čínské severní opery pang-c’ (čínsky 梆子, přepisem pchin-jin bāngzi), její délka je 40 centimetrů.

## Hra
Při hraní se flétna drží podobně jako západní příčná flétna.